# Mai 2009
Portal Geschichte | Portal Biografien | Aktuelle Ereignisse | Jahreskalender | Tagesartikel

◄ |
20. Jahrhundert |
21. Jahrhundert

◄ |
1970er |
1980er |
1990er |
2000er
| 2010er | 2020er | 2030er | ►

◄ |
2005 |
2006 |
2007 |
2008 |
2009
| 2010 | 2011 | 2012 | 2013 | ►

◄ |
Februar 2009 |
März 2009 |
April 2009 |
Mai 2009 |
Juni 2009 |
Juli 2009 |
August 2009 |
►
Dieser Artikel behandelt tagesbezogene Nachrichten und Ereignisse im Mai 2009.

## Tagesgeschehen

### Freitag, 1. Mai 2009
- Berlin, Hamburg / Deutschland: Im Berliner Ortsteil Kreuzberg finden die schwerste Randale seit Jahren statt. Auch in Hamburg kommt es zu massiven Auseinandersetzungen zwischen Demonstranten und Polizei.[1][2]

### Samstag, 2. Mai 2009
- Würzburg/Deutschland: Die EKD-Synode wählt Katrin Göring-Eckardt zur Vorsitzenden.[3]

### Sonntag, 3. Mai 2009
- Panama-Stadt/Panama: Bei den Präsidentschaftswahlen gewinnt der Oppositionspolitiker Ricardo Martinelli.[4]
- Táchira/Venezuela: Bei einem Absturz eines Militärhubschraubers sterben 18 Menschen.[5]

### Montag, 4. Mai 2009
- Kathmandu/Nepal: Nach einem Streit um die Eingliederung früherer maoistischer Rebellen in die Armee und der gescheiterten Entlassung des Armeechefs erklärt Premierminister Pushpa Kamal Dahal seinen Rücktritt.[6]
- Mardin/Türkei: Beim Massaker von Mardin im Südosten der Türkei kommen 44 Menschen ums Leben. Weitere 17 Menschen werden schwer verletzt.[7]

### Dienstag, 5. Mai 2009

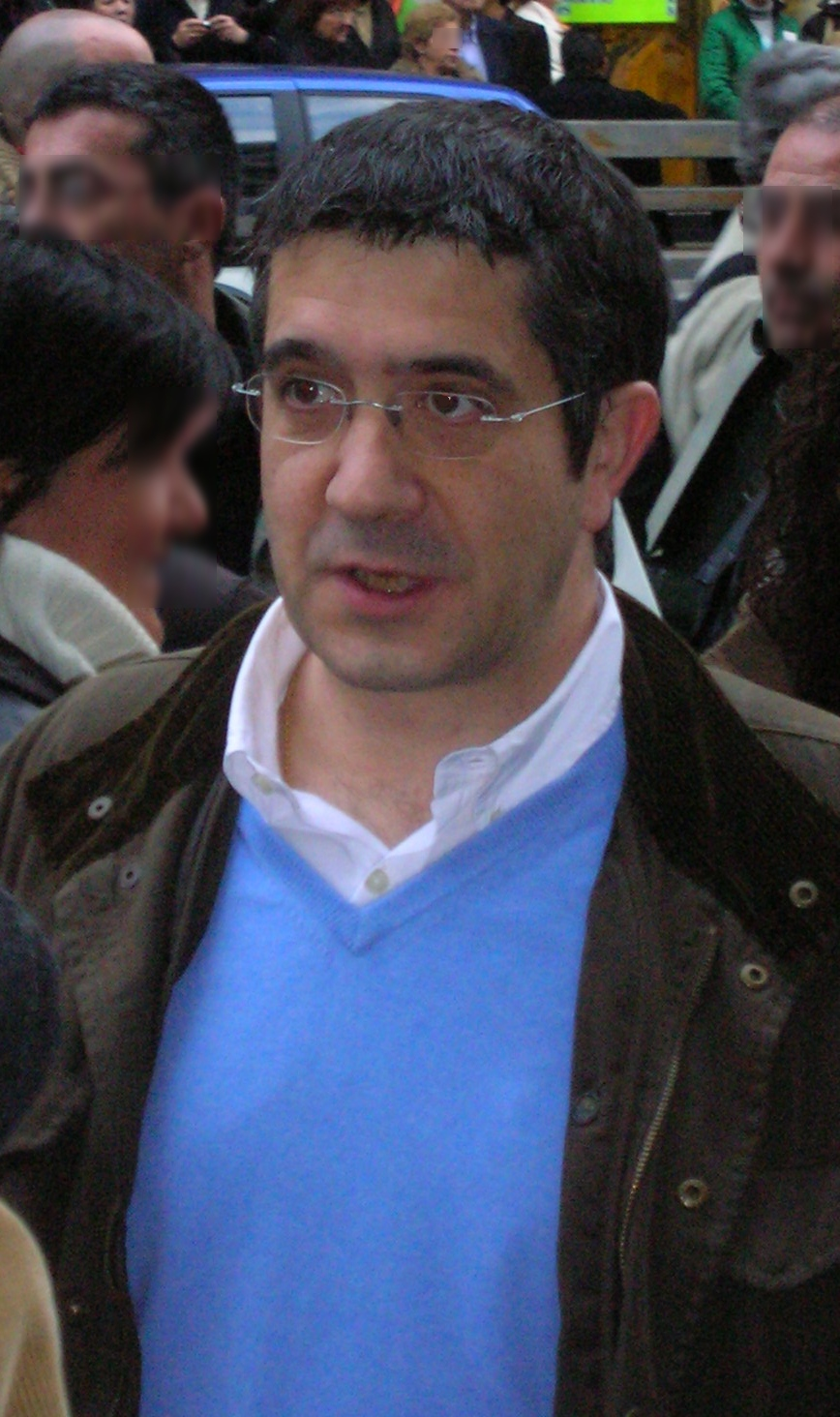
Patxi López

- Karlsruhe/Deutschland: Nach Urteil des Bundesverfassungsgerichts ist die gesetzgeberische Beschränkung auf „Ehedoppelnamen“ mit dem Grundgesetz vereinbar.[8]
- Straßburg/Frankreich: Das Europäische Parlament verabschiedet eine Verordnung zum Verbot des Handels mit Robbenprodukten, die ab 2010 im Gebiet der Europäischen Union Anwendung findet. Die EU-weiten Handelsbeschränkungen sollen zum einen eine Zersplitterung des Binnenmarktes abschaffen und zum anderen Tierschutzstandards EU-weit harmonisieren.[9]
- Vitoria-Gasteiz/Spanien: Der Sozialist Patxi López wird zum Präsidenten des Baskenlands gewählt und löst damit die seit drei Jahrzehnten regierenden Nationalisten ab.[10]

### Mittwoch, 6. Mai 2009
- Arabisches Meer: Vor der Küste Somalias wird ein drittes deutsches Schiff, das einer Reederei aus Haren gehört und unter der Flagge von Antigua und Barbuda fährt, von Piraten gekapert. Damit befinden sich jetzt 19 Schiffe in der Hand von Piraten in Somalia.[11]
- Kapstadt/Südafrika: Die in Kapstadt tagende Nationalversammlung wählt Jacob Zuma von der Partei Afrikanischer Nationalkongress zum neuen Staatspräsidenten.[12]
- Prag/Tschechische Republik: Der Senat ratifiziert den Vertrag von Lissabon.[13]

### Donnerstag, 7. Mai 2009

Europäische Union
Östliche Partnerländer

- Berlin/Deutschland: Die Große Koalition einigt sich auf ein Verbot der Paintball-Spiele.[14]
- Düsseldorf/Deutschland: Porsche gibt die einseitige Übernahme der Volkswagen AG auf, stattdessen geben beide Automobilkonzerne Pläne zu einer Fusion bekannt.[15]
- Frankfurt am Main/Deutschland: Aufgrund der anhaltenden Finanzkrise senkt die Europäische Zentralbank (EZB) den Leitzins auf 1,0 %. Neben der Zinssenkung verkündet Jean-Claude Trichet eine Reihe „unkonventioneller“ geldpolitischer Maßnahmen. Ab dem 23. Juni erhalten Geschäftsbanken langfristige Tender mit einer Laufzeit von zwölf Monaten und der Ankauf von gedeckten Schuldverschreibungen (etwa Pfandbriefe), die in Euro denominiert sind, über 60 Milliarden Euro wird in Aussicht gestellt. Die Europäische Investitionsbank (EIB) wird ab dem 8. Juli als Gegenpartei bei Refinanzierungsgeschäften mit der EZB zugelassen, um so europäische Unternehmen besser mit Krediten versorgen zu können.[16][17]
- Prag/Tschechische Republik: Auf dem Gründungsgipfel der Östlichen Partnerschaft unter Leitung der tschechischen EU-Ratspräsidentschaft zur Intensivierung der Zusammenarbeit zwischen der Europäischen Union und der ehemals zur Sowjetunion gehörenden Staaten Armenien, Aserbaidschan, Belarus, Georgien, Moldawien und der Ukraine werden „politische Assoziierung“ und „tiefere wirtschaftliche Integration“ als Hauptziele bezeichnet.[18]

### Freitag, 8. Mai 2009
- Berlin/Deutschland: Die Online-Petition gegen den von Ursula von der Leyen initiierten Gesetzesentwurf zur Bekämpfung der Kinderpornografie in Kommunikationsnetzen erreicht innerhalb weniger Tage die notwendigen 50.000 Stimmen, die ein persönliches Vorsprechen der Initiatoren bei der öffentlichen Beratung des Anliegens im Petitionsausschuss des Deutschen Bundestags ermöglichen. Den Unterzeichnern geht es mutmaßlich nicht um den leichten Zugang zu Kinderpornografie, sondern allgemein um möglichst wenig Überwachung im Internet.[19]

### Samstag, 9. Mai 2009
- Köln/Deutschland: Daniel Schuhmacher gewinnt die sechste Staffel von Deutschland sucht den Superstar.

### Sonntag, 10. Mai 2009
- Bern/Schweiz: Russland wird Eishockey-Weltmeister durch einen 2:1-Sieg gegen Kanada.[20]
- Genf/Schweiz: Neun weitere Substanzen werden der Liste des Stockholmer Übereinkommens über persistente organische Schadstoffe hinzugefügt.[21]
- Europa: Für auf Wikipedia gelöschte Artikel in deutscher Sprache geht als Auffangstation das Marjorie-Wiki online. Es ist ebenfalls ein spendenfinanziertes Projekt auf Basis von MediaWiki.[22]
- Khyber Pakhtunkhwa, Malakand/Pakistan: Bei Kämpfen im Swat-Tal und im benachbarten Distrikt Shangla gegen die Taliban sterben nach Angaben von Armeegeneral David H. Petraeus rund 200 Menschen. Geschätzt 200.000 Menschen sind in der Region auf der Flucht.[23]

### Montag, 11. Mai 2009

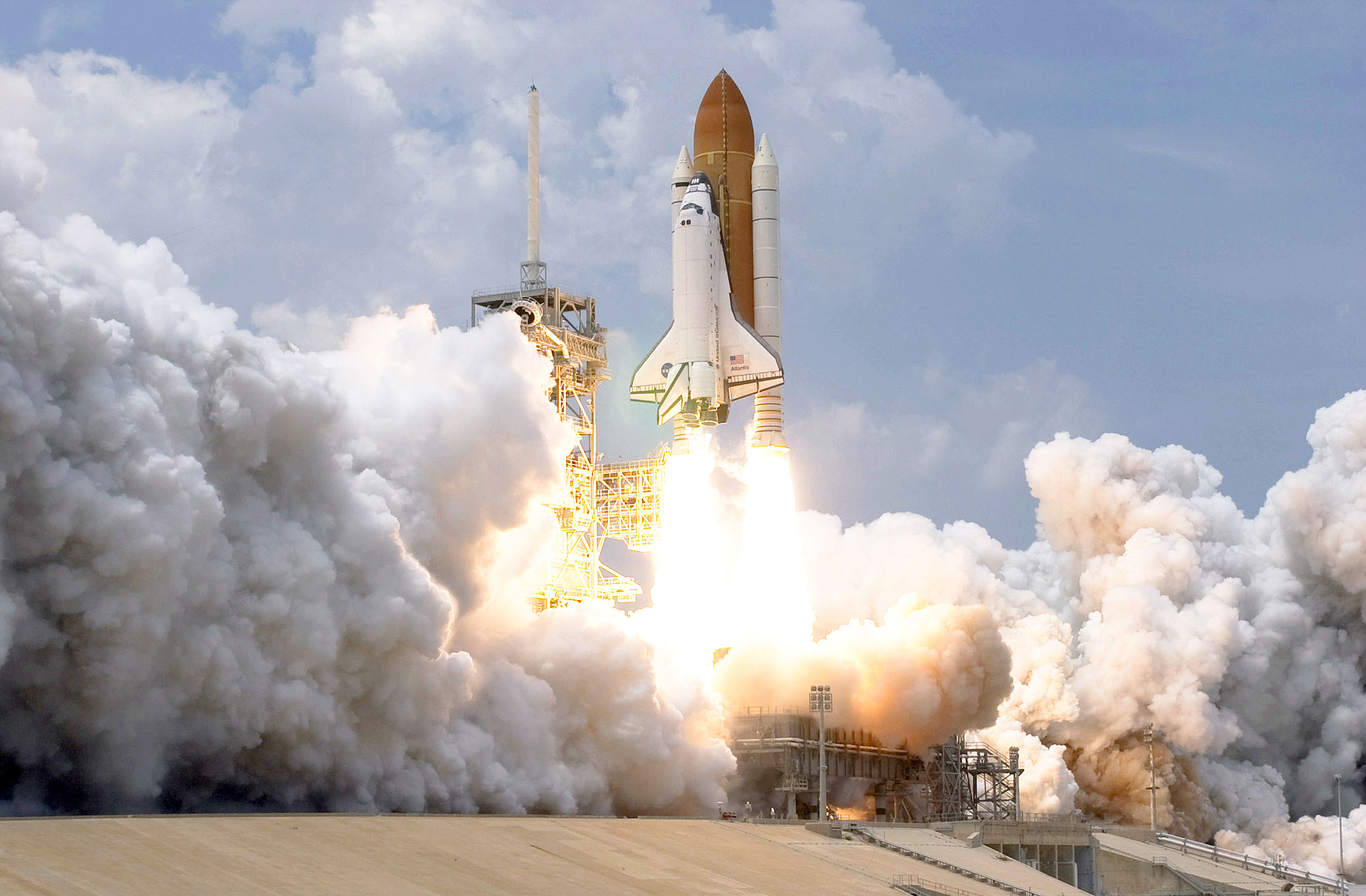
Raumfähre Atlantis

- Cape Canaveral / Vereinigte Staaten: Die Raumfähre Atlantis startet mit sieben Astronauten um 20.01 Uhr MESZ zu einer Reparaturmission für das Hubble-Weltraumteleskop.[24]
- Sankt Augustin / Deutschland: Gegen 9 Uhr wurde im Albert-Einstein-Gymnasium in Sankt Augustin bei Bonn vermutlich ein geplanter Amoklauf verhindert. Offenbar plante eine 16-jährige Schülerin einen Brandanschlag auf die Schule. Laut Polizei wurde dieser nur verhindert, da sie auf der Damentoilette bei den Vorbereitungen von einer Schülerin überrascht wurde. Die Täterin griff mit einem Messer an und flüchtete. Am späten Abend stellte sie sich den Polizeibeamten.[25][26]
- Teheran/Iran: Das iranische Berufungsgericht wandelt die zuvor gegenüber Roxana Saberi verhängte achtjährige Haftstrafe wegen Spionageverdacht in eine zweijährige Bewährungsstrafe um.[27] Zuvor war Saberi bei ihrer Berufung von US-Präsident Barack Obama unterstützt worden, um den von Obama angestrebten Dialog mit dem Land zu ermöglichen.[28]

### Dienstag, 12. Mai 2009
- Jerusalem/Israel: Papst Benedikt XVI. bekräftigt auf seiner Pilgerreise bei einem Treffen mit Großrabbinern den Willen zur Versöhnung zwischen Juden und Christen.[29]
- München/Deutschland: Der Ex-Wachmann im Vernichtungslager Sobibor und mutmaßliche NS-Verbrecher John Demjanjuk, der aus den Vereinigten Staaten abgeschoben wurde, trifft in Deutschland ein und wird in Untersuchungshaft genommen.[30]

### Mittwoch, 13. Mai 2009
- Berlin/Deutschland: Das Bundeskabinett beschließt das Gesetz zur Fortentwicklung der Finanzmarktstabilisierung.
- Cannes/Frankreich: Start der Internationalen Filmfestspiele von Cannes 2009
- Tübingen/Deutschland: Die Venus vom Hohlen Fels wird der Öffentlichkeit vorgestellt.[31]

### Donnerstag, 14. Mai 2009

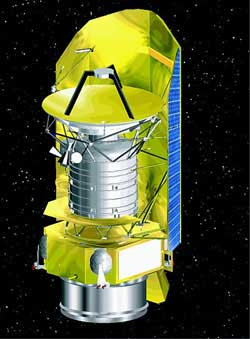
Herschel Space Observatory

- Athen/Griechenland: Die so genannte Bilderberg-Konferenz findet bis Sonntag im Hotel Nafsika Astir Palace Hotel im Athener Vorort Vouliagmeni statt. Am Treffen nehmen etwa 150 einflussreiche Politiker sowie Personen der Wirtschaft und des Hochadels teil. Schwerpunkt des Treffens ist die internationale Wirtschaftskrise.[32]
- Berlin/Deutschland: Aufgrund drastisch fallender Steuereinnahmen wird der deutsche Gesamtstaatshaushalt nach Ansicht der Steuerschätzer in den nächsten vier Jahren eine Rekordneuverschuldung verursachen.[33]
- Kourou/Französisch-Guayana: Eine Ariane-5-Rakete mit den Weltraumteleskopen Herschel und Planck an Bord startet erfolgreich.[34]
- Rangun/Myanmar: Die Oppositionsführerin und Friedensnobelpreisträgerin Aung San Suu Kyi wird wenige Tage vor Ablauf ihres Hausarrestes festgenommen.[35]

### Freitag, 15. Mai 2009
- Hannover/Deutschland: Auf dem Parteitag der FDP wird Parteichef Guido Westerwelle mit 95,84 Prozent wiedergewählt.[36]
- Osnabrück/Deutschland: Bundeskanzlerin Angela Merkel eröffnet in Bramsche-Kalkriese und Detmold die dreiteilige Ausstellung zum 2000-jährigen Jubiläum der Varusschlacht, zu der auch eine Ausstellung in Haltern am See gehört. Die Ausstellung beginnt am Samstag und geht bis zum 25. Oktober.[37]

### Samstag, 16. Mai 2009

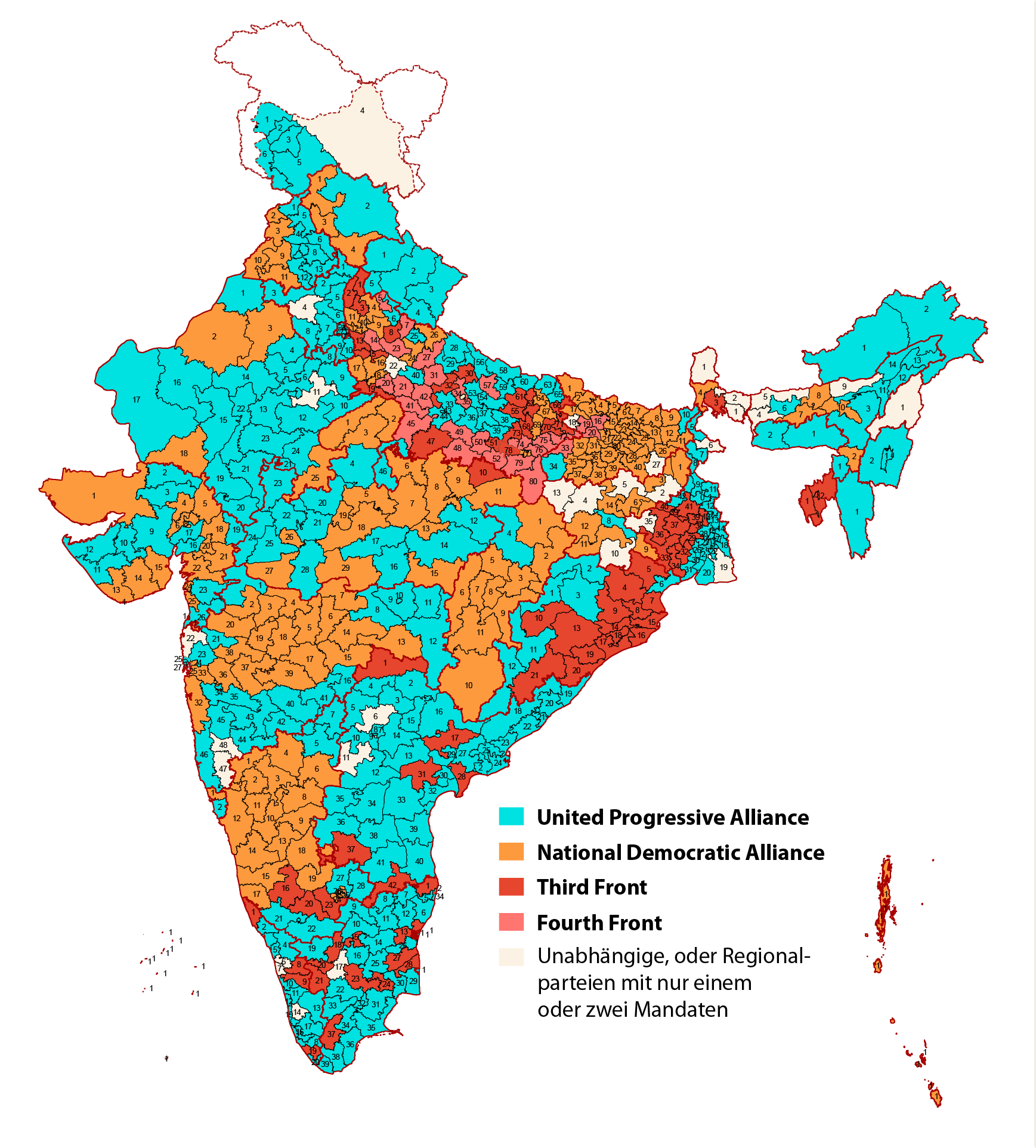
Ergebnis der indischen Parlamentswahlen

- Moskau/Russland: Das Finale des Eurovision Song Contest 2009 gewinnt der Norweger Alexander Rybak mit seinem Beitrag Fairytale. Bei einer LGBT Demonstration werden Aktivisten wie Peter Tatchell und Nikolai Alexejew verhaftet.[38]
- Neu-Delhi/Indien: Die Wahlergebnisse der über mehrere Wochen abgelaufenen Parlamentswahl werden bekanntgegeben. Danach gewinnt die regierende Kongresspartei die einfache Mehrheit der Sitze und ist mit Abstand die stärkste Partei im Parlament, das am 2. Juni 2009 zu seiner ersten Sitzung zusammentritt. Rund 60 Prozent der 714 Millionen Wahlberechtigten gaben ihre Stimme ab.[39]
- Sri Jayewardenepura/Sri Lanka: Die Regierung erklärt den Sieg über die LTTE-Rebbellen und den Bürgerkrieg für beendet.[40]
- Wien/Österreich: 17. Life Ball.

### Sonntag, 17. Mai 2009

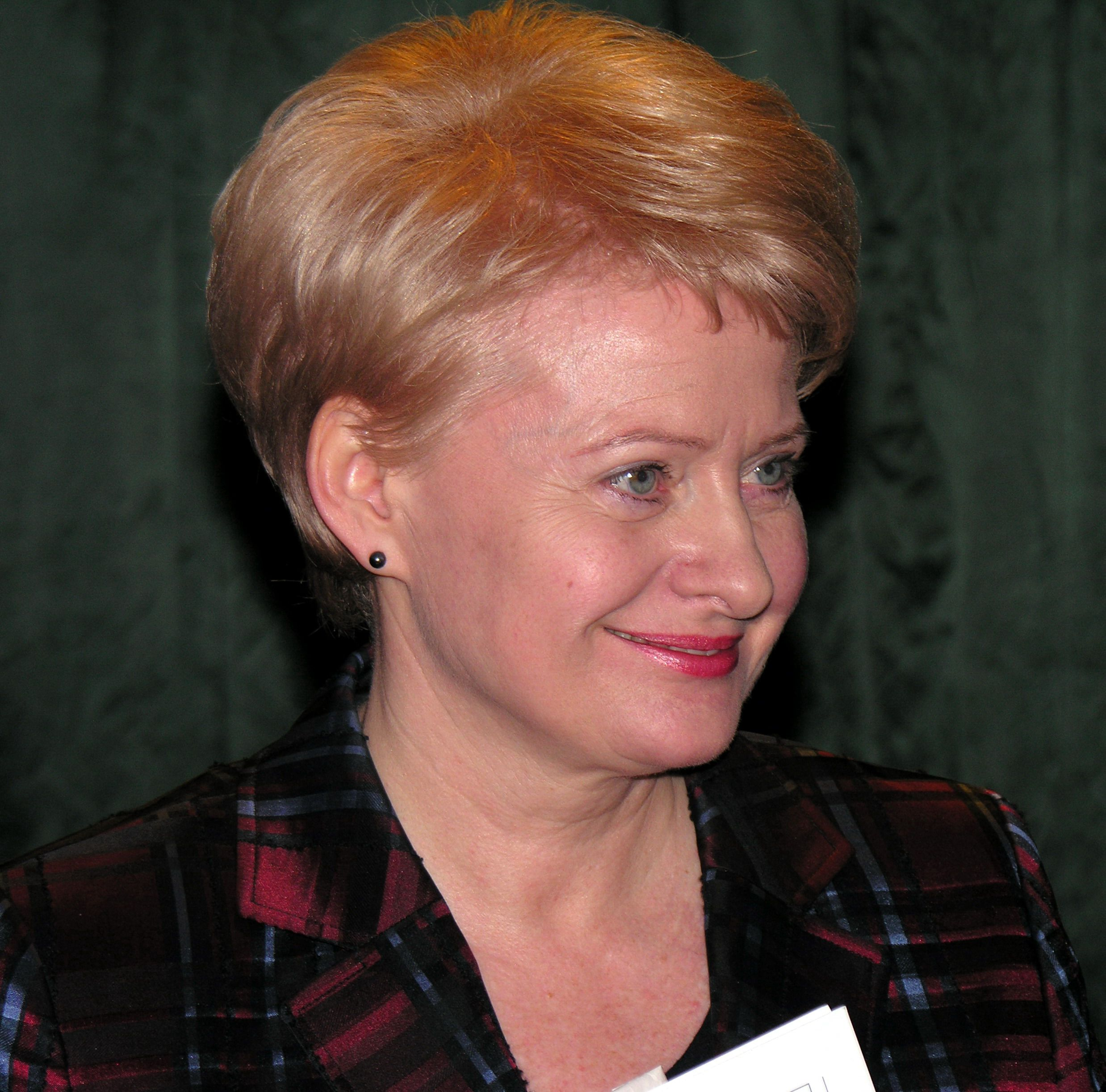
Dalia Grybauskaitė

- Kuwait/Kuwait: Bei den Parlamentswahlen in Kuwait werden erstmals in der Geschichte des Lands vier weibliche Abgeordnete gewählt.[41]
- Vilnius/Litauen: Bei der Präsidentschaftswahl wird Dalia Grybauskaitė mit 68 % der Stimmen zur ersten Präsidentin in der Geschichte des Lands gewählt.[42]

### Montag, 18. Mai 2009
- Brüssel/Belgien: Um ca. 13 Uhr bricht ein Feuer im Hauptgebäude der EU-Kommission aus. Verletzt wird niemand.[43]
- Düsseldorf/Deutschland: Heinz Hilgert tritt als Chef der WestLB mit der Begründung der mangelnden Unterstützung der Eigentümer zurück.[44]
- Magdeburg/Deutschland: Die deutsche U-17 Nationalelf wird Europameister.[45]
- Sri Lanka: Zwei Tage nach der Regierung erklären auch die Streitkräfte das Ende des so genannten „Bürgerkriegs“ gegen die Befreiungstiger von Tamil Eelam, in dem seit 1983 mindestens 80.000 Menschen ihr Leben ließen.[46]

### Dienstag, 19. Mai 2009

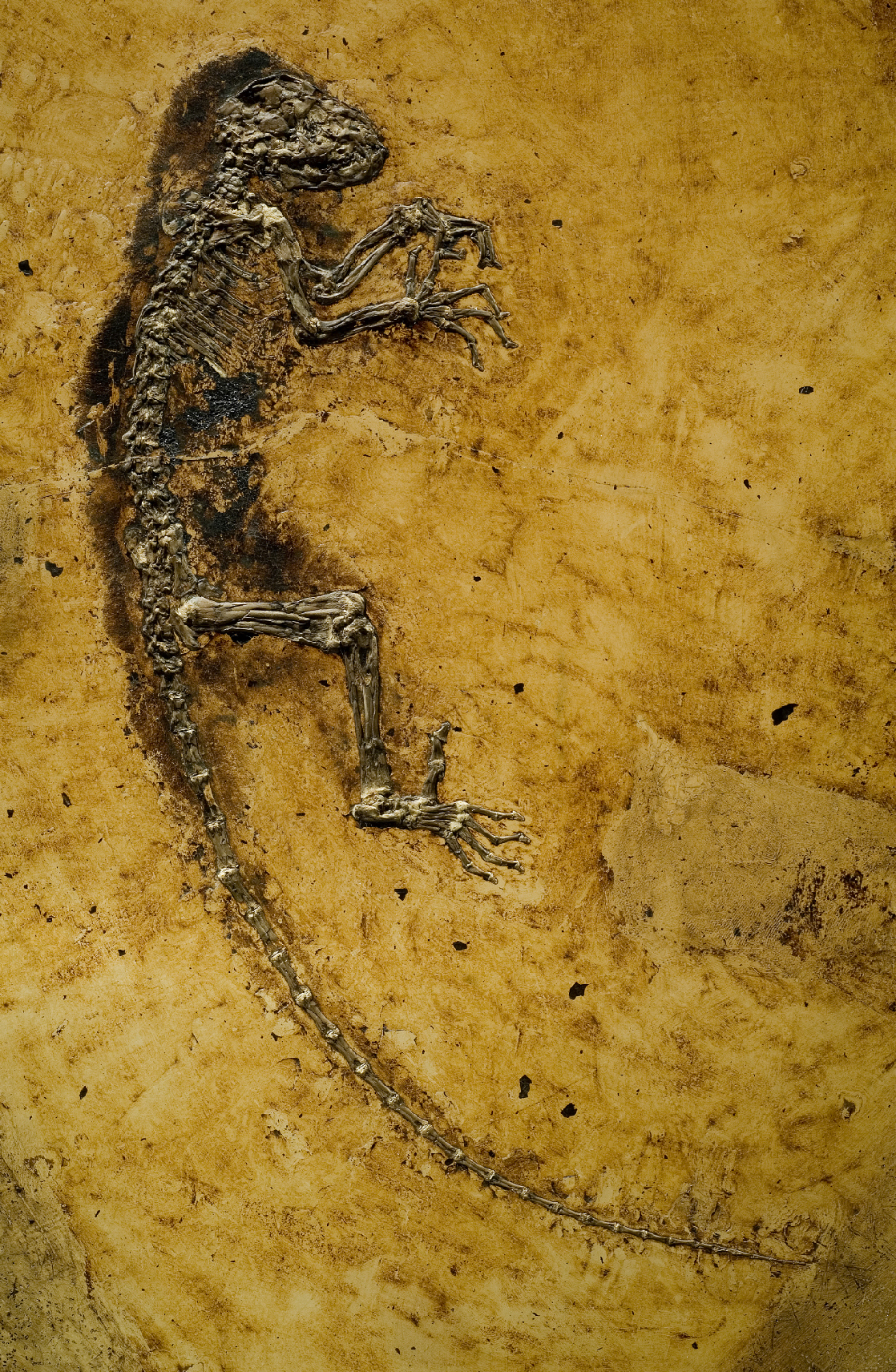
Fossil „Ida“

- Lilongwe/Malawi: Bingu wa Mutharika gewinnt die Parlamentswahlen.[47]
- Luxemburg/Luxemburg: Laut einem Urteil des Europäischen Gerichtshofs bleiben Apothekenketten, deren Einrichtung etwa von einer niederländischen Internet-Apotheke geplant war, in Deutschland weiterhin verboten.[48]
- New York / Vereinigte Staaten: Forscher des Naturhistorischen Museums bestätigen die Verbindung des vor 47 Millionen Jahre lebenden Primaten Darwinius mit dem Homo sapiens. Diese These stützt sich auf die vor 28 Jahren in der Grube Messel in Deutschland gefundenen Überreste von „Ida“, die zwischenzeitlich in Privathand gelangten und nun abschließend erforscht sind.[49]
- Washington, D.C. / Vereinigte Staaten: Die US-amerikanische Regierung unter Barack Obama kündigt an, landesweit die hohen Abgasemissionen von neuen Autos zu minimieren. Der durchschnittliche Kraftstoffverbrauch pro 100 Kilometer soll bis 2016 von derzeit 9,2 Liter um knapp 30 Prozent auf rund 6,6 Liter sinken.[50]

### Mittwoch, 20. Mai 2009

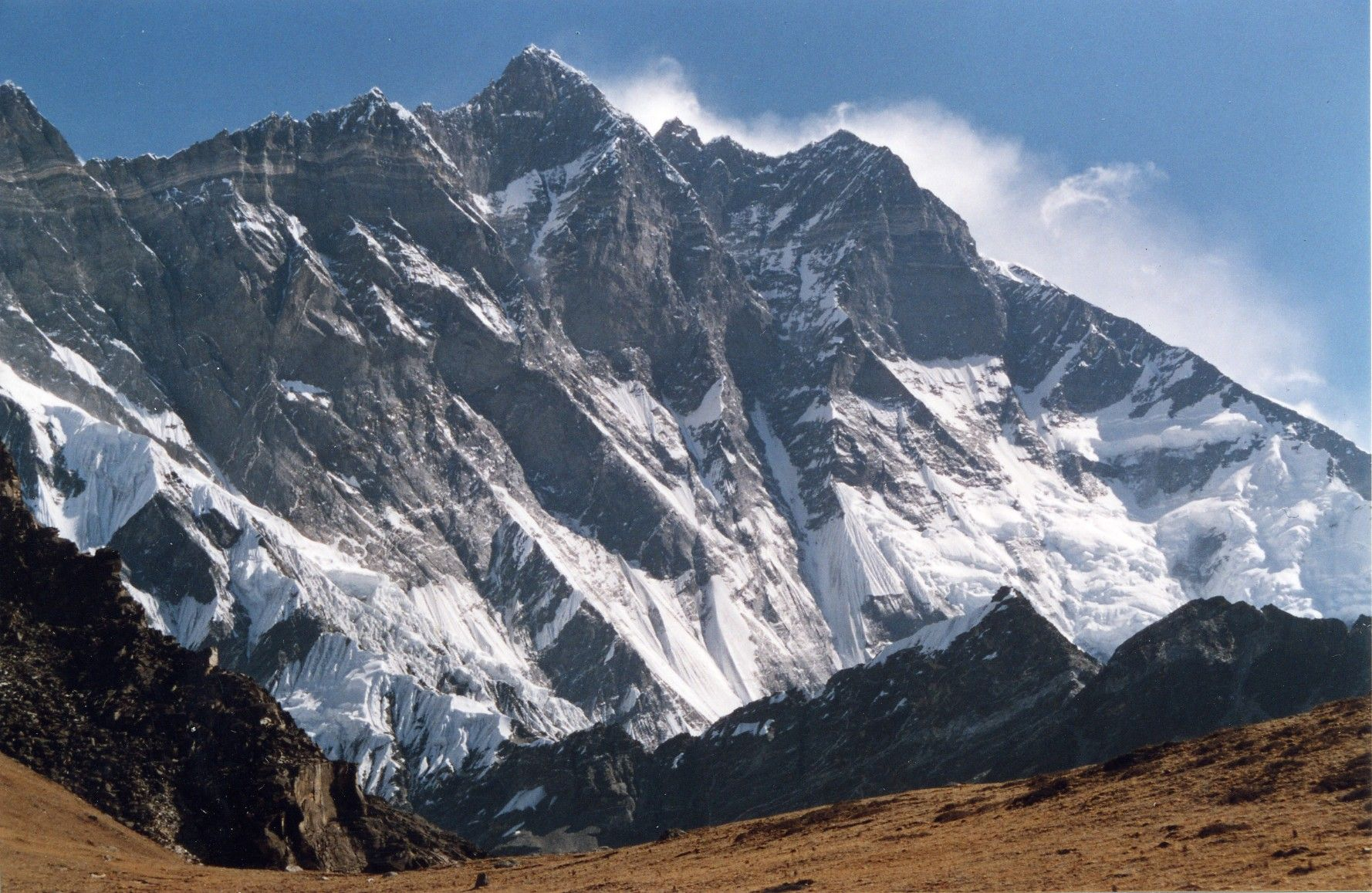
Lhotse

- Bern/Schweiz: Der FC Sion gewinnt im Stade de Suisse das Final um den Schweizer Cup im Fussball mit 3:2 gegen den Berner SC Young Boys.[51]
- Bremen/Deutschland: Der 32. Deutsche Evangelische Kirchentag beginnt. Er steht unter dem Motto: „Mensch, wo bist du?“[52]
- Essen/Deutschland: Die Gläubigerversammlung der Warenhauskette Hertie beschließt, die 54 Warenhäuser der Kette zu schließen.[53]
- Istanbul/Türkei: Schachtar Donezk gewinnt durch einen 2:1-Finalsieg gegen Werder Bremen die UEFA Europa League.[54]
- Jakarta/Indonesien: Beim Absturz eines Militärflugzeugs auf ein Wohngebiet kommen mindestens 97 Menschen ums Leben, 19 weitere werden verletzt. Die Maschine war in Jakarta gestartet und auf dem Weg nach Papua.[55]
- Solukhumbu/Nepal, Tibet/China: Als erstem Deutschen gelingt Ralf Dujmovits die Besteigung aller 14 Achttausender. Um 11 Uhr Ortszeit steht er mit seiner Frau Gerlinde Kaltenbrunner auf dem Gipfel des Lhotse (8.516 m), seinem letzten verbliebenen Achttausender. Insgesamt hat er damit 17 Mal einen Achttausender bestiegen.[56]

### Donnerstag, 21. Mai 2009

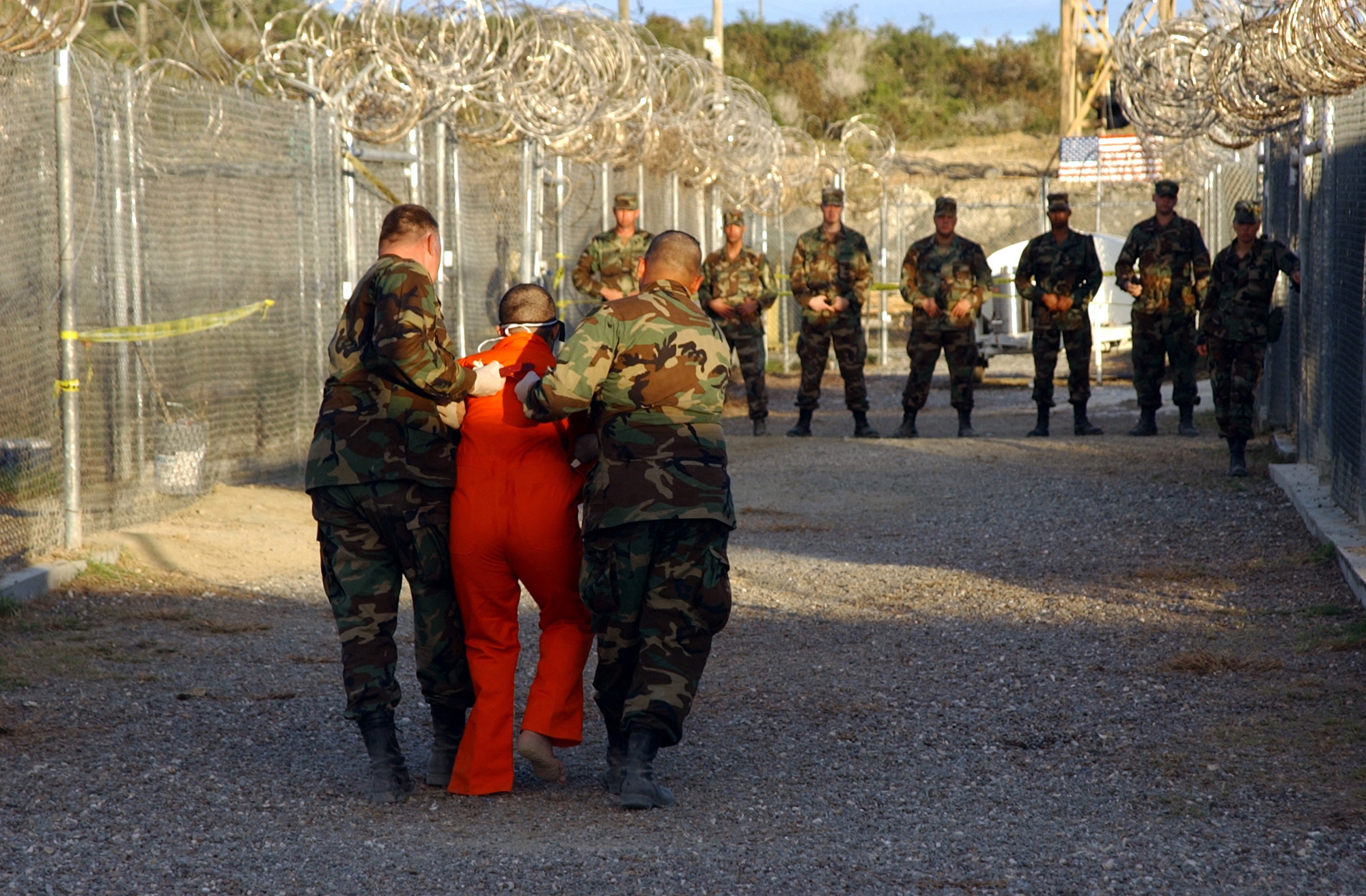
Häftling in Guantanamo Bay

- Aachen/Deutschland: Der Karlspreis wird an den italienischen Historiker Andrea Riccardi übergeben. Er ist Gründer der kirchlichen Bewegung Sant’Egidio.[57]
- Kathmandu/Nepal: Der nepalesische Höhenbergsteiger Appa Sherpa besteigt zum 19. Mal den Mount Everest und bricht damit seinen eigenen Weltrekord.[58]
- Köln/Deutschland: Sara Nuru aus München gewinnt die vierte Staffel von „Germany’s Next Topmodel“.[59]
- New York / Vereinigte Staaten: Spezialisten des FBI nehmen vier mutmaßliche Terroristen fest. Die Verdächtigten planten Anschläge auf eine Synagoge, ein jüdisches Gemeindezentrum und einen Militärflugplatz.[60]
- Plate/Deutschland: Über die Ortschaft in Mecklenburg-Vorpommern zieht ein Tornado hinweg und verursacht einen Schaden in Millionenhöhe.[61]
- Washington, D.C. / Vereinigte Staaten: US-Präsident Barack Obama spricht sich trotz des Widerstandes des Kongresses deutlich für eine Schließung des Gefangenenlagers Guantanamo und der Aufnahme von 240 Guantanamo-Häftlingen aus.[62]

### Freitag, 22. Mai 2009
- Berlin/Deutschland: In einem Staatsakt wird der 60. Jahrestag der Verkündung des Grundgesetzes gefeiert. Wegen der Wahl des Bundespräsidenten wurde die Feier einen Tag vorverlegt.[63]

### Samstag, 23. Mai 2009

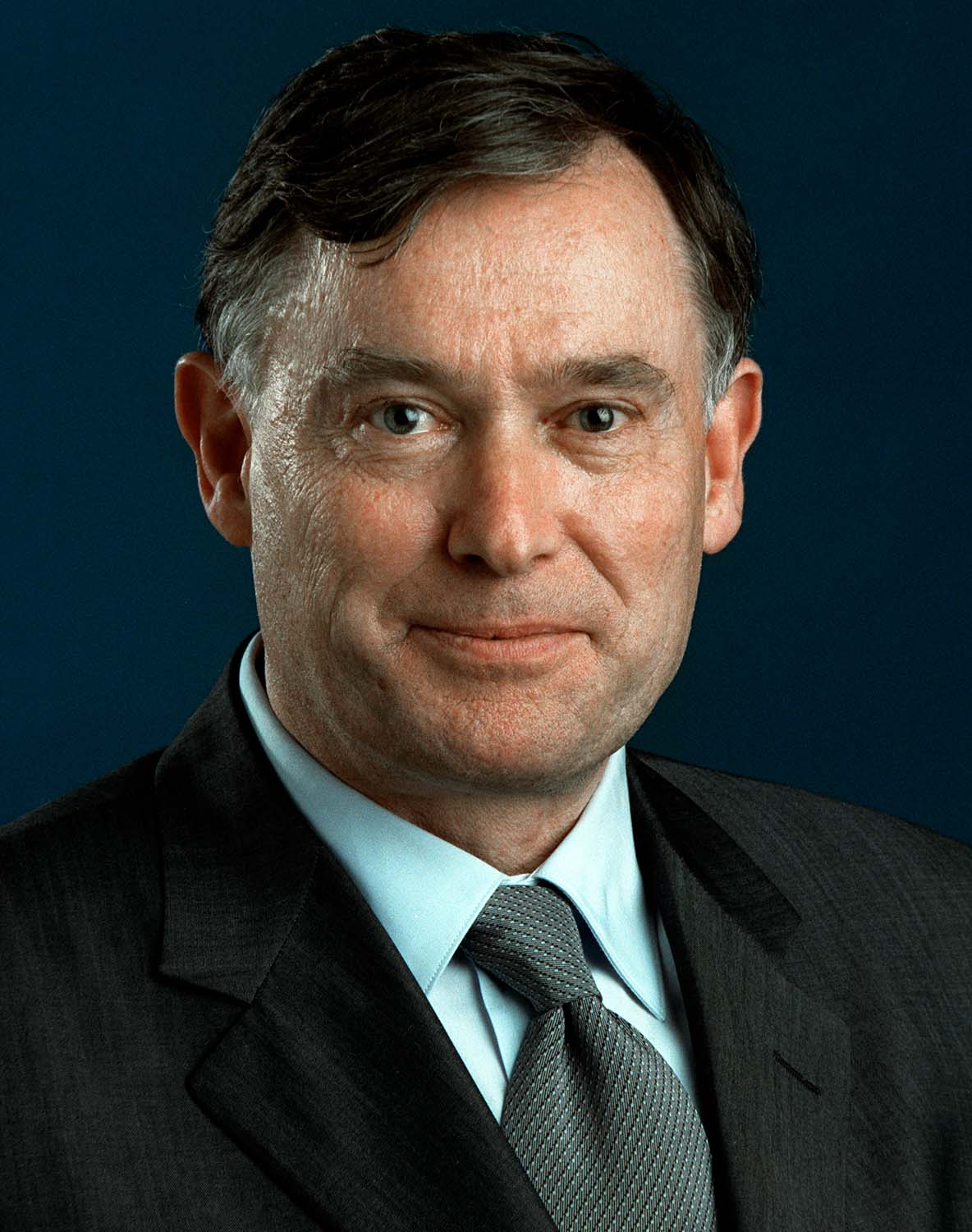
Horst Köhler

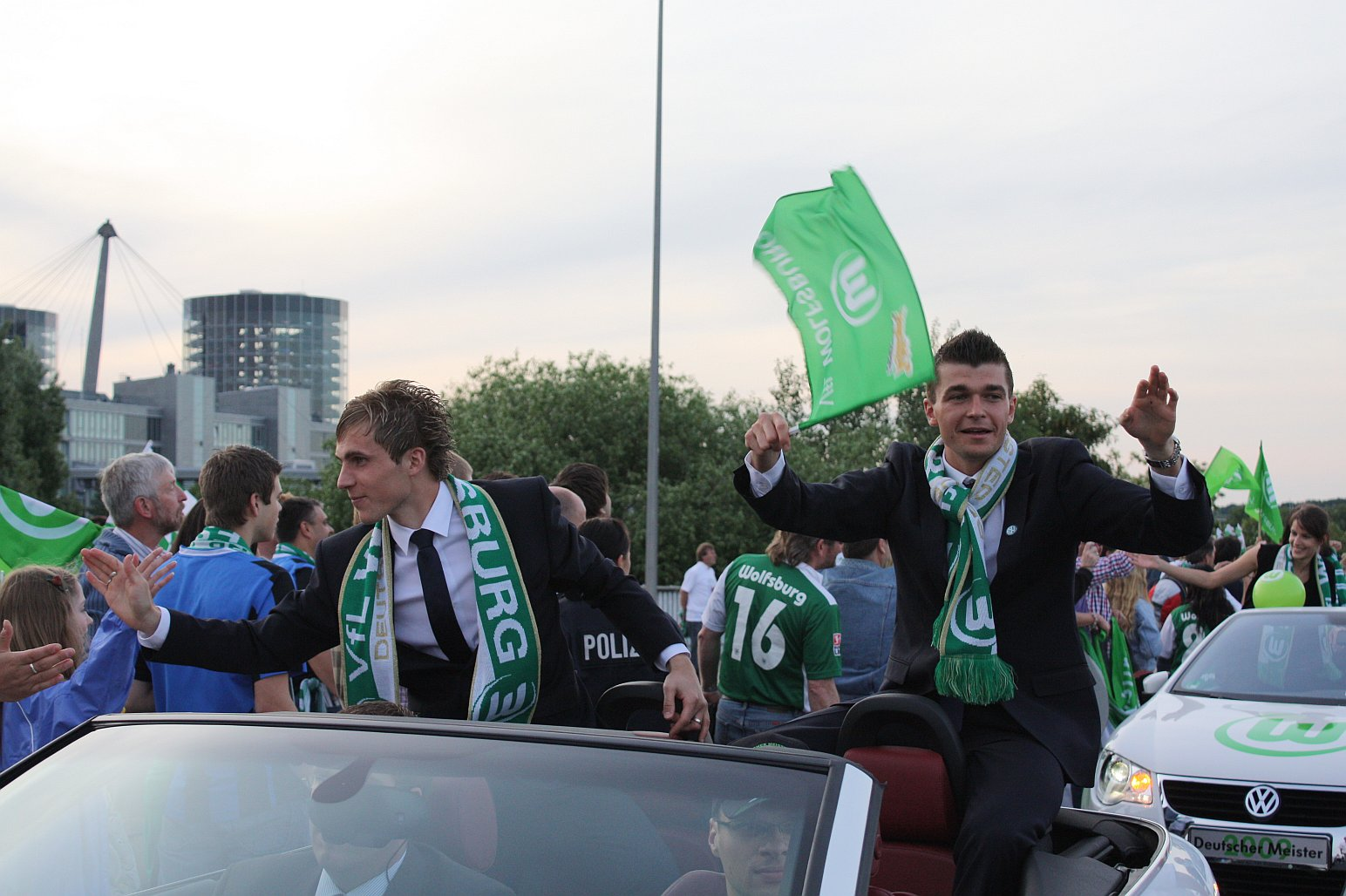
Autokorso des Deutschen Fußballmeisters

- Berlin/Deutschland: Horst Köhler wird mit 613 Stimmen der Bundesversammlung bereits im ersten Wahlgang als Bundespräsident wiedergewählt.[64]
- Berlin/Deutschland: Vor dem Brandenburger Tor findet ein Bürgerfest zum 60. Jahrestag der Gründung der Bundesrepublik Deutschland statt. Moderatoren wie Thomas Gottschalk und Sandra Maischberger führen durch das Programm. Unter der Leitung von Dirigent Daniel Barenboim führt die Staatskapelle Berlin Beethovens 9. Sinfonie auf.[65] Weitere Mitwirkende des Festkonzertes sind Anne Schwanewilms, Waltraud Meier, Jonas Kaufmann, René Pape sowie der Staatsopernchor der Berliner Staatsoper.[66]
- Frankfurt am Main/Deutschland: Die Beschäftigten im Baugewerbe erhalten 4,6 Prozent mehr Lohn. Damit wird der Tarifstreit geschlichtet und ein Streik abgewendet.[67]
- Frankfurt am Main/Deutschland: Franziska Reichenbacher moderiert zum 500. Mal die Ziehung der Lottozahlen.[68]
- Köln/Deutschland: In der TV-Show Schlag den Raab wird die höchste jemals aus eigener Kraft im deutschen Fernsehen erzielbare Gewinnsumme von drei Millionen Euro gewonnen. Ein weiterer Rekord ist die Dauer der Sendung von fünf Stunden und 19 Minuten.
- Washington, D.C. / Vereinigte Staaten: Die wegen Spionageverdachts verurteilte Journalistin Roxana Saberi kehrt nach ihrer Freilassung vom 11. Mai aus einem iranischen Gefängnis in die Vereinigten Staaten zurück.[69]
- Wolfsburg/Deutschland: Der VfL Wolfsburg wird zum ersten Mal Deutscher Fußballmeister.[70]

### Sonntag, 24. Mai 2009

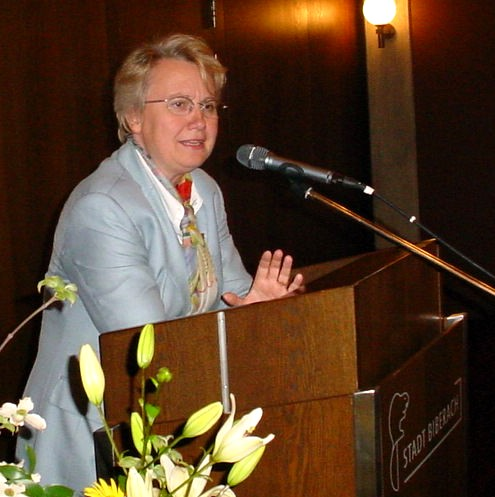
Annette Schavan

- Adenau/Deutschland: Das Team Manthey Porsche gewinnt zum dritten Mal in Folge das 24-Stunden-Rennen auf dem Nürburgring.[71]
- Cannes/Frankreich: Der Film Das weiße Band – Eine deutsche Kindergeschichte von Michael Haneke gewinnt die Goldene Palme 2009. Die Darstellerpreise gehen an Christoph Waltz (für Inglourious Basterds) und an Charlotte Gainsbourg (für Antichrist)
- Mattersburg/Österreich: Im Pappelstadion gewinnt Titelverteidiger Austria Wien gegen Admira Wacker Mödling das ÖFB-Cupendspiel mit 3:1 nach Verlängerung.
- Osnabrück/Deutschland: Bundesbildungsministerin Annette Schavan zeichnet die Preisträger des Bundeswettbewerbs Jugend forscht aus.
- Rabat/Marokko: Während einer Massenpanik bei einem Musikfestival kommen elf Menschen ums Leben.[72]

### Montag, 25. Mai 2009
- Bangladesch, Indien: Durch den Zyklon „Aila“ kommen im Osten Indiens und in Bangladesch fast 200 Menschen ums Leben.[73]
- Jalandhar/Indien: Nach der Ermordung eines Sikh-Gurus in Wien kommt es im indischen Bundesstaat Punjab zu schweren Ausschreitungen.
- Pjöngjang/Nordkorea: Ein Atomwaffen-Test stößt auf weltweite Empörung.[74]

### Dienstag, 26. Mai 2009
- Darmstadt/Deutschland: Walter Kappacher wird mit dem diesjährigen Georg-Büchner-Preis ausgezeichnet.[75]
- Karlsruhe/Deutschland: Der Bundesgerichtshof gibt den Kinofilm Rohtenburg frei. Damit ist der Unterlassungsanspruch von Armin Meiwes gegen die Aufführung des Films hinfällig.
- München, Stuttgart/Deutschland: Nationalstürmer Mario Gómez wechselt vom VfB Stuttgart zum FC Bayern München. Offenbar handelt es sich dabei um einen Rekordtransfer in der Deutschen Fußballbundesliga – die Ablösesumme soll 30 Millionen Euro betragen.
- Pjöngjang/Nordkorea: Nach weltweiten Protesten feuert das Militär zwei weitere Kurzstreckenraketen ab.[76]
- Washington, D.C. / Vereinigte Staaten: Präsident Barack Obama nominiert Sonia Sotomayor als Nachfolgerin für den Richter David Souter am United States Supreme Court.[77]

### Mittwoch, 27. Mai 2009

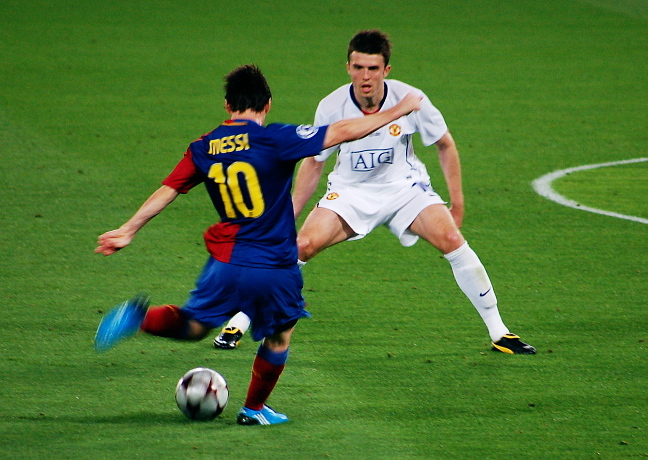
Messi im Endspiel der Champions League

- Baikonur/Kasachstan: Vom Kosmodrom Baikonur startet die Sojus TMA-15 mit der 20. Langzeitbesatzung zur Internationalen Raumstation.
- Berlin/Deutschland: Die deutsche Bundesregierung beschließt Kredite in Höhe von 47,6 Milliarden Euro. Das ist nicht nur die höchste Neuverschuldung in der bundesdeutschen Geschichte, sondern auch die zweite Nachbesserung des laufenden Haushalts.[78]
- Lahore/Pakistan: Bei einem islamistischen Selbstmordanschlag sterben 23 Menschen und weitere Menschen werden verletzt.[79]
- Rom/Italien: Beim Champions-League-Finale FC Barcelona gegen Manchester United im Olympiastadion Rom gewinnt der FC Barcelona mit 2:0.[80]

### Donnerstag, 28. Mai 2009
- Berlin/Deutschland: Der Bundestag beschließt u. a. die Wiedereinführung der Kronzeugenregelung im Strafrecht und er stellt den Besuch von so genannten „Ausbildungslagern“ terroristischer Vereinigungen z. B. in Afghanistan unter Strafe.[81]
- Hamburg/Deutschland: Thomas Wolf, einer der am meisten gesuchten Schwerverbrecher Deutschlands wird nach einer fast zehnjährigen Zielfahndung festgenommen.[82]
- Tegucigalpa/Honduras: Bei einem Erdbeben der Stärke 7,1 vor der Küste des Landes kommen mindestens vier Menschen ums Leben und mindestens 40 weitere werden verletzt. Das Beben ereignet sich um 02:24 Uhr Ortszeit.[83]

### Freitag, 29. Mai 2009

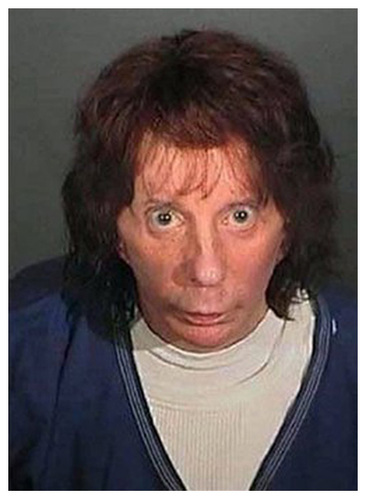
Phil Spector

- Berlin/Deutschland: Der Bundestag schreibt eine Schuldenbremse ins Grundgesetz.
- Los Angeles / Vereinigte Staaten: Phil Spector wird wegen Mordes an der Schauspielerin Lana Clarkson zu einer Haftstrafe von mindestens 19 Jahren verurteilt.[84]
- Zürich/Schweiz: Der FC Zürich ist offiziell Schweizer Fussballmeister 2009.

### Samstag, 30. Mai 2009

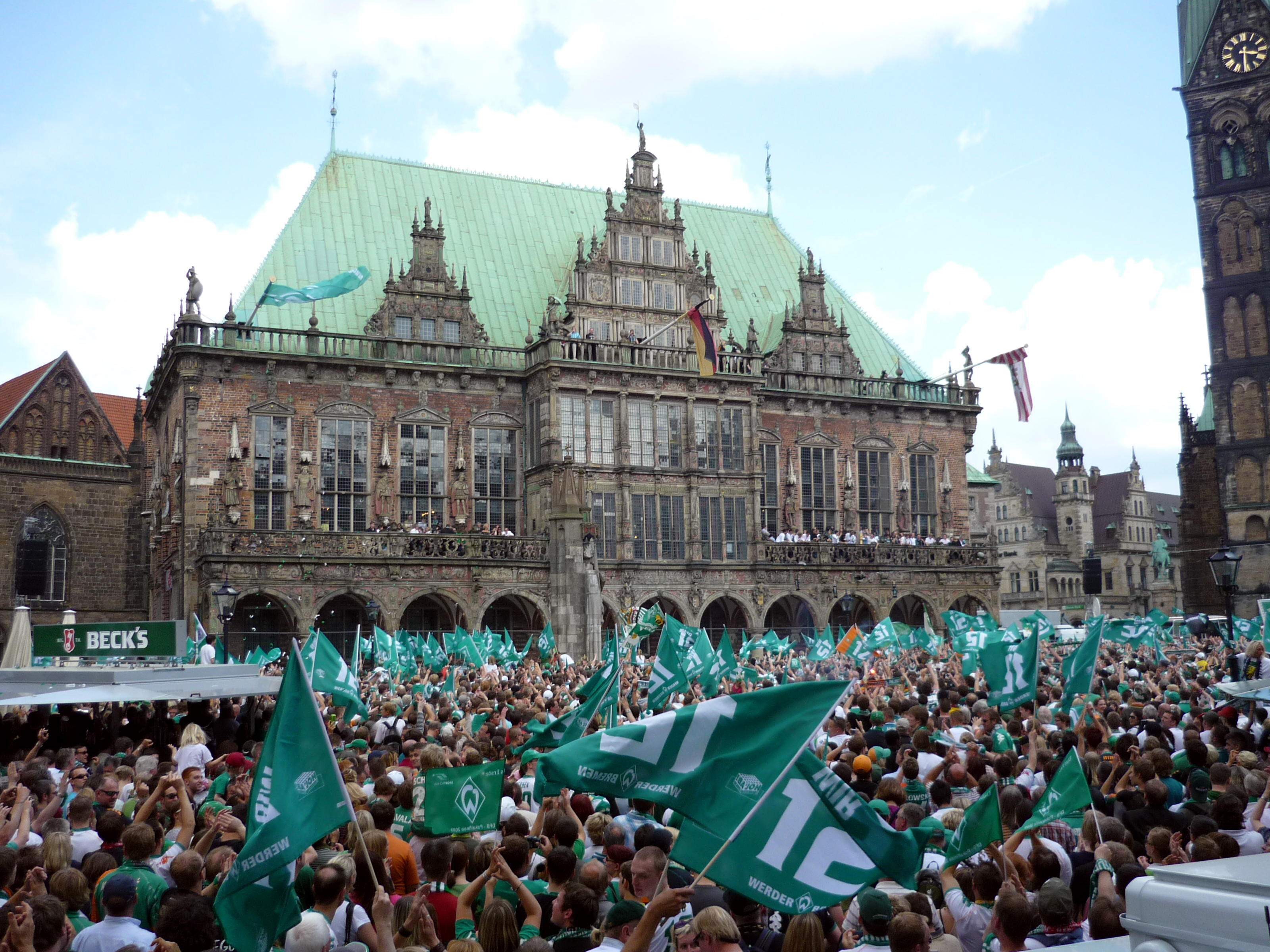
Pokalfeier in Bremen

- Berlin/Deutschland: Werder Bremen gewinnt das im Olympiastadion Berlin ausgetragene DFB-Pokal-Endspiel gegen Bayer 04 Leverkusen mit 1:0.
- Berlin/Deutschland: Bund, Länder, General Motors und die US-Regierung haben sich auf ein Treuhand-Modell sowie den Zulieferer Magna und die russische Sberbank als Investoren für den Automobilhersteller Opel verständigt.[85]
- Frankfurt am Main/Deutschland: Das Internationale Deutsche Turnfest wird eröffnet.

### Sonntag, 31. Mai 2009
- Nürnberg/Deutschland: Mit einem 2:0 im Relegations-Rückspiel gegen Energie Cottbus gelingt dem 1. FC Nürnberg der Wiederaufstieg in die Fußball-Bundesliga. Cottbus steigt in die 2. Fußball-Bundesliga ab.
- Rom/Italien: Die 92. Ausgabe des Rad-Etappenrennens Giro d’Italia gewinnt der Russe Denis Menschow. Es ist der dritte Gesamtsieg eines Russen bei dieser Rundfahrt.[86]
- Salzburg/Österreich: Der Club RB Salzburg ist offiziell Österreichischer Fußballmeister 2009.

## Weblinks

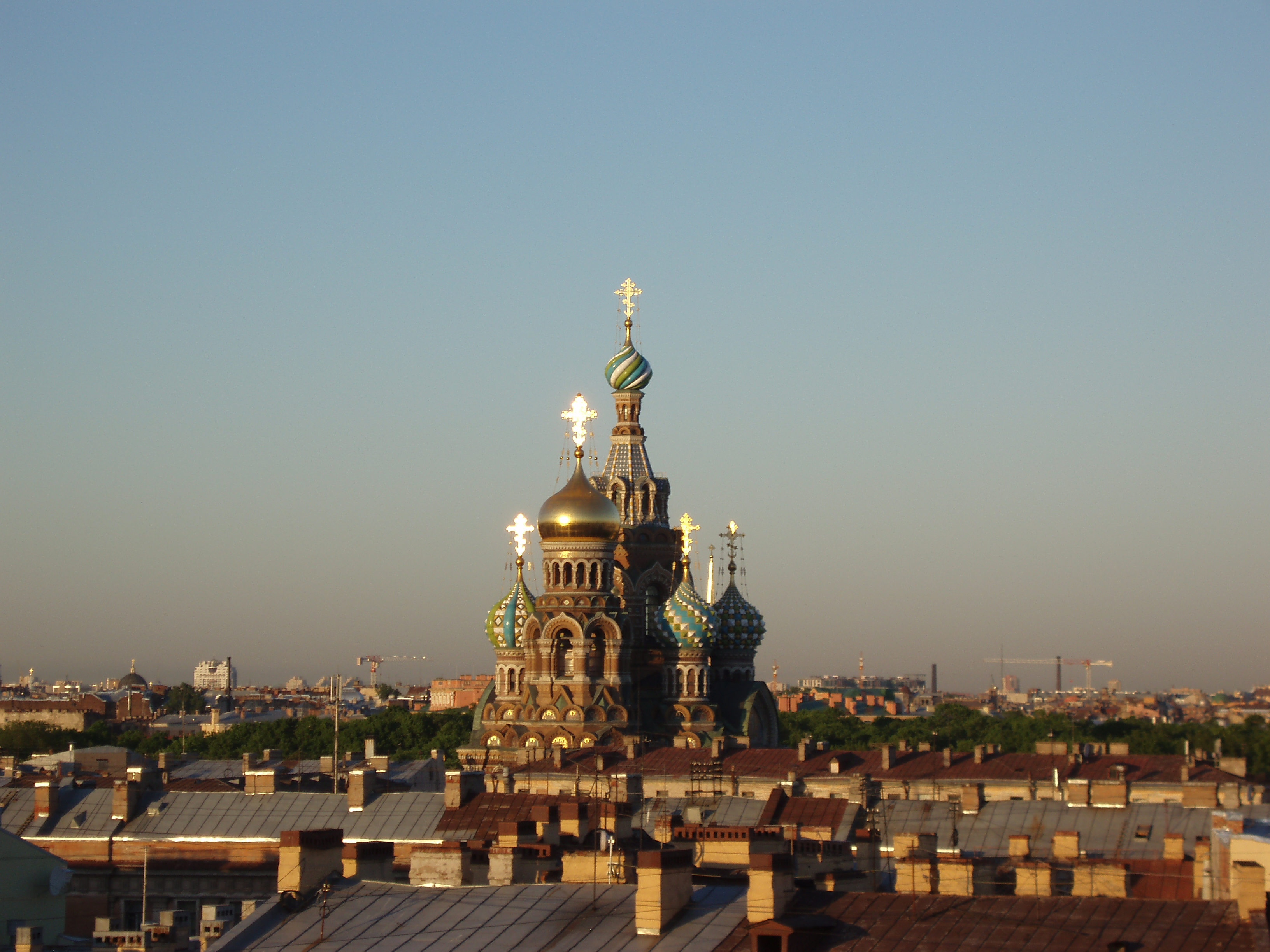
St. Petersburg im Mai 2009